# Horine (Misuri)
Horine es un lugar designado por el censo ubicado en el condado de Jefferson en el estado estadounidense de Misuri. En el Censo de 2010 tenía una población de 821 habitantes y una densidad poblacional de 418,19 personas por km².

## Geografía
Horine se encuentra ubicado en las coordenadas 38°15′58″N 90°25′49″O / 38.26611, -90.43028. Según la Oficina del Censo de los Estados Unidos, Horine tiene una superficie total de 1.96 km², de la cual 1.95 km² corresponden a tierra firme y (0.92%) 0.02 km² es agua.

## Demografía
Según el censo de 2010, había 821 personas residiendo en Horine. La densidad de población era de 418,19 hab./km². De los 821 habitantes, Horine estaba compuesto por el 97.32% blancos, el 0.12% eran afroamericanos, el 0.49% eran amerindios, el 0% eran asiáticos, el 0% eran isleños del Pacífico, el 0.49% eran de otras razas y el 1.58% pertenecían a dos o más razas. Del total de la población el 0.97% eran hispanos o latinos de cualquier raza.